# Begonia chaetocarpa
Espèce
Synonymes
- Begonia chaetocarpa var. glabriflora L.B.Sm. & B.G.Schub.[1]

Begonia chaetocarpa est une espèce de plantes de la famille des Begoniaceae.
L'espèce fait partie de la section Ruizopavonia.
Elle a été décrite en 1898 par Otto Kuntze (1843-1907).

## Répartition géographique
Cette espèce est originaire du pays suivant : Bolivie.

## Liste des variétés
Selon Tropicos (6 février 2017) (Attention liste brute contenant possiblement des synonymes) :
- variété Begonia chaetocarpa var. chaetocarpa
- variété Begonia chaetocarpa var. glabriflora L.B. Sm. & B.G. Schub.